# Didymocarpus macrophyllus
Didymocarpus macrophyllus är en tvåhjärtbladig växtart som beskrevs av Nathaniel Wallich och David Don. Didymocarpus macrophyllus ingår i släktet Didymocarpus och familjen Gesneriaceae. Inga underarter finns listade i Catalogue of Life.